# Atyria centralis
Atyria centralis är en fjärilsart som beskrevs av Paul Dognin 1911. Atyria centralis ingår i släktet Atyria och familjen mätare. Inga underarter finns listade i Catalogue of Life.